# Berlin & Beyond Film Festival

Logo des Festivals

Berlin & Beyond Film Festival ist ein jährlich stattfindendes Filmfestival in San Francisco, das im Jahr 1996 ins Leben gerufen wurde.
Veranstaltet vom Goethe-Institut San Francisco, werden bei Berlin & Beyond Filme aus Deutschland, Österreich und der Schweiz gezeigt. Hauptaufgabe des Festivals ist es, als Tor für die amerikanische Bevölkerung zu dienen, um die Geschichte, die Entwicklung und die Vielfalt der deutschsprachigen Länder in Europa zu zeigen. Von 1996 bis 2010 wurden mehr als 500 Filme einem Publikum von über 100.000 Menschen präsentiert. Namhafte Gäste umfassten unter anderem Doris Dörrie, Bruno Ganz, Michael Verhoeven, Wim Wenders und Mario Adorf, der 2012 mit einem Preis für sein Lebenswerk ausgezeichnet wurde. Jährlich begrüßt das Festival rund 10.000 Besucher, um Neuentdeckungen, Dokumentationen und bedeutende Klassiker zu feiern.
Das 15. Berlin & Beyond Film Festival fand Ende Oktober 2010 im historischen Castro Kino in San Francisco statt sowie an einem Zusatztag in San Jose. Die Festivalleitung unterliegt derzeit Sophoan Sorn.